# 케이시 콧
케이시 모턴 콧(영어: Casey Morton Cott, 1992년 8월 8일 ~ )은 미국의 배우이다. 2017년부터 방영중인 드라마 《리버데일》에서 케빈 켈러 역으로 잘 알려져 있다.